# بخش نیاری
بخش نیاری (به لاتین: Niari Department) یک منطقهٔ مسکونی در جمهوری کنگو است که در جمهوری کنگو واقع شده‌است. بخش نیاری ۲۵٬۹۴۲ کیلومتر مربع مساحت و ۲۳۱٬۲۷۱ نفر جمعیت دارد.